# Campionato mondiale giovanile di scherma 1992
Il Campionato mondiale juniores di scherma del 1992 (""1992 World Juniors Fencing Championships) è stato organizzato dalla Federazione internazionale della scherma e si è svolto a Genova in Italia dal 16 al 20 aprile.
Nel fioretto, si sono aggiudicati i titoli del campionato mondiale l'italiano Matteo Cazzani, che ha battuto in finale il connazionale Luca Donzelli, e la magiara Aida Mohamed che ha avuto la meglio sull'italiana Valentina Vezzali.
Nella spada il tedesco Michael Flegler ha battuto in finale l'ucraino Sergei Goretski, ottenendo il titolo mondiale juniores maschile, mentre tra le donne la tedesca Claudia Bokel ha superato la magiara Zsofia Gauland.
Nella sciabola il magiaro Balazs Kovacs prevale sull'italiano Raffaello Caserta.

## Podi

### Uomini
| Specialità  | Oro             | Argento           | Bronzo                            |
| Individuali |                 |                   |                                   |
| Fioretto    | Matteo Cazzani  | Luca Donzelli     | Jan Eric Rauhaus Wolfgang Wienand |
| Spada       | Michael Flegler | Sergei Goretski   | Andrea Di Russo Hugues Obry       |
| Sciabola    | Balazs Kovacs   | Raffaello Caserta | Eero Lehmann Luigi Tarantino      |

### Donne
| Specialità  | Oro           | Argento           | Bronzo                              |
| Individuali |               |                   |                                     |
| Fioretto    | Aida Mohamed  | Valentina Vezzali | Katarzyna Felusiak Clothilde Magnan |
| Spada       | Claudia Bokel | Zsofia Gauland    | Imke Duplitzer Roberta Giussani     |

## Medagliere
| Pos.   | Nazione  | Oro | Argento | Bronzo | Totale |
| ------ | -------- | --- | ------- | ------ | ------ |
| 1      | Ungheria | 2   | 1       | 0      | 3      |
| 2      | Germania | 2   | 0       | 4      | 6      |
| 3      | Italia   | 1   | 3       | 3      | 7      |
| 4      | Ucraina  | 0   | 1       | 0      | 1      |
| 5      | Francia  | 0   | 0       | 2      | 2      |
| 6      | Polonia  | 0   | 0       | 1      | 1      |
| Totale | Totale   | 5   | 5       | 10     | 20     |